# Luciano Semerani
Luciano Semerani (* 16. August 1933 in Triest; † 24. September 2021 ebenda) war ein italienischer Architekt und Architekturtheoretiker.

## Leben
Luciano Semerani studierte an der UIAV in Venedig, wo er 1958 sein Diplom bei Giuseppe Samonà erhielt, dessen Assistent er bis 1967 war. Als Architekt und Dozent gründete er 1958 zusammen mit seiner Partnerin Gigetta Tamaro sein Büro Semerani e Tamaro in Triest, während er gleichzeitig als Professor für architektonische Komposition an der Università Iuav di Venezia und der Universität Triest lehrte. Er war Gastprofessor an der Akademie der bildenden Künste Wien und an der Cooper Union in New York.
Als Architekt nahm er an verschiedenen italienischen und internationalen Wettbewerben, Ausstellungen, Texten und Konferenzen über die Theorie und Analyse von Stadtprojekten teil. Wichtige Bauten von ihm wurden vor allem in Triest, aber auch in Venedig, Ljubljana, Beirut, Danzig und weiteren Städten realisiert. 
Parallel zur Praxis war er auch Mitglied der Redaktion von Ernesto Nathan Rogers bei Casabella-Continuità sowie anderen Zeitschriften. Zudem engagierte er sich von 1988 bis 1992 als Direktor der Fondazione Angelo Masieri, von 1988 bis 1992 als Herausgeber der Architekturzeitschrift Phalaris und für das Kulturzentrum Rogers Station in Triest sowie für das Studienzentrum Controspazio.
Er war seit 1955 Mitglied der Accademia di San Luca. Er war Mitglied des Gestaltungsbeirats der Stadt Salzburg.